# Untergeiersberg
Untergeiersberg ist ein Gemeindeteil des Marktes Markt Indersdorf, der circa 46 Kilometer nordwestlich von München im oberbayerischen Landkreis Dachau liegt.

## Geschichte
Die zur Pfarrei Hilgertshausen gehörende Einöde wurde um 1350 „Geirsperch“ (der untere Berg am Geier) und um 1500 Geiersberg genannt und gehörte bis 1848 in Grundherrschaft und Gerichtsbarkeit zur Hofmark Jetzendorf. Nach dem Österreichischen Erbfolgekrieg 1748 wurde Geiersberg als verlassen gemeldet, später aber wieder besiedelt. Um 1806 wurde 1/4-Hof abgetrennt, welcher später zu Neuried (Neuried Nr. 2 „Hofmann“) gehörte.